# Regno eremita
Il termine regno eremita viene usato per riferirsi a qualsiasi paese, organizzazione o società che si separa di proposito, metaforicamente o fisicamente, dal resto del mondo. Nell'ordine geopolitico moderno, il paese dell'Asia orientale della Corea del Nord è considerato come un caso esemplare di regno eremita e il termine è usato contemporaneamente per descrivere quello stato nazionale. 
La Corea nell'età della dinastia Joseon fu oggetto del primo uso del termine, nel libro di William Elliot Griffis del 1882 Corea: The Hermit Nation, e la Corea fu spesso descritta come un regno eremita fino al 1905 quando divenne un protettorato del Giappone. Il termine è ancora un luogo comune in tutta la Corea ed è spesso usato dagli stessi coreani per descrivere la Corea pre-moderna. 
Oggi, il termine viene spesso applicato alla Corea del Nord nelle notizie e nei social media e nel 2009 venne usato dal segretario di Stato americano Hillary Clinton.